# Guinea (regió)

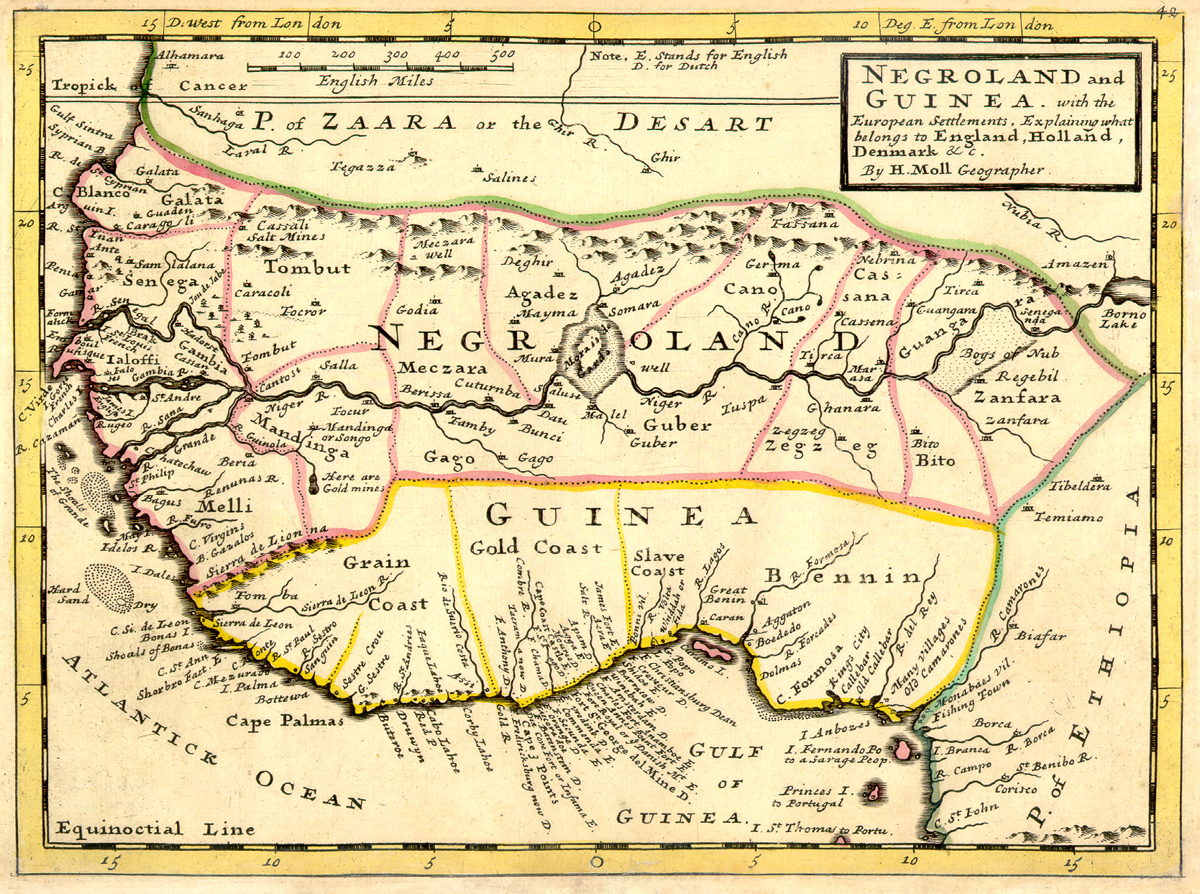
Mapa de la regió de la Guinea, el 1729.

La Guinea és una regió costanera imprecisa d'Àfrica que probablement corresponia a la zona situada als actuals estats de Benín, Costa d'Ivori, Guinea Equatorial, Ghana, Guinea, Guinea Bissau, Libèria, Sierra Leone, Togo, Nigèria meridional i Camerun occidental.

## Evolució del topònim
Es desconeix l'origen del nom Guinea, que podria tenir relació bé amb el Regne de Ghana o bé amb un terme amazic per designar a les persones negres. A Europa ja existia al segle xiv un breu coneixement d'una regió a la costa africana de l'Atlàntic anomenada Guinea, situada al sud del gran desert africà, poblada per negres i rica en or. El mapa d'Angelino Dulcert de 1339 mostra el topònim  GANVYA  i diu que és la "terra dels negres". També l'Atles Medici de 1351 o 1370 mostra una província  Ganuya  i l'Atles Català de 1375 un topònim  Ginuia .
Al segle xvii el topònim Guinea abastava tota la costa occidental d'Àfrica des del Senegal, al nord, fins a Angola al sud. Es distingia una Alta Guinea, al nord del riu Congo, i una Baixa Guinea, al sud.

## Història
El golf de Guinea és una àrea de ràpida invenció autònoma de l'agricultura (mill, sorgo i arròs) i de la ramaderia aviària fa prop de 6000 anys. Així mateix és una de les regions més poblades d'Àfrica, sent el bressol de grans regnes i imperis africans i uns dels llocs d'on van ser extretes un nombre més gran d'esclaus entre els segles XV i xix.
La rica història de la Guinea comprèn la dels imperis de Mali, Aixanti, Dahomey, Oyo i el regne de la ciutat estat de Benín entre d'altres. Regió tradicionalment productora d'or i nou de kola, així com deficitària en sal, va sostenir un important comerç amb el Sahel africà. Amb l'arribada dels europeus i gràcies al tràfic d'esclaus els regnes esclavistes es consoliden al mateix temps que s'afebleixen les estructures polítiques no esclavistes. L'àrea cau en la decadència més absoluta a partir del segle xix i amb la subsegüent invasió europea se segella la desaparició de la sobirania dels regnes tradicionals.